# Arcidiocesi di Brisi
L'arcidiocesi di Brisi (in latino: Archidioecesis Brisienis) è una sede soppressa e sede titolare della Chiesa cattolica.

## Storia
Brisi, corrispondente alla città di Pınarhisar (provincia di Kırklareli) nell'odierna Turchia, è un'antica sede arcivescovile autocefala della provincia romana dell'Emimonto nella diocesi civile di Tracia e nel Patriarcato di Costantinopoli.
L'arcidiocesi è menzionata per la prima volta nella Notitia Episcopatuum attribuita all'imperatore Leone VI (inizio X secolo). Sono tre gli arcivescovi conosciuti di questa sede nel primo millennio cristiano: Al secondo concilio di Nicea nel 787 prese parte Giovanni; Niceta partecipò al Concilio di Costantinopoli dell'879-880 che riabilitò il patriarca Fozio di Costantinopoli; Leone appare tra i firmatari di un decreto del patriarca Alessio nel 1027.
Durante la Quarta crociata Brisi divenne una sede arcivescovile di rito latino, con il nome di Verissa (di Tracia).
Dal 1929 Brisi è annoverata tra le sedi arcivescovili titolari della Chiesa cattolica; la sede è vacante dal 5 novembre 1967.

## Cronotassi

### Arcivescovi greci
- Giovanni † (menzionato nel 787)
- Niceta † (menzionato nell'879)
- Leone † (menzionato nel 1027)

### Arcivescovi latini di Verissa
- Guarino † (30 marzo 1207 - 11 marzo 1210 nominato arcivescovo di Tessalonica)
- Anonimo † (1211 consacrato - ?)

### Arcivescovi titolari di Verissa (di Tracia)
- Atanasio † (4 novembre 1338 - ?)
- Gregorio † (9 gennaio 1349 - ?)
- Stefano † (menzionato nel 1383)
- Francesco †
- Raniero † (28 febbraio 1488 - ?)
- Juan Cazalla, O.F.M. † (20 aprile 1517 - ?)
- Nicolaus de Coquinovillari, O.S.A. † (18 febbraio 1518 - ?)
- Giovanni Cerisier, O.Carm. † (23 marzo 1519 - ?)
- Quintinus Le Museur † (30 luglio 1537 - ?)
- Giovanni de Theltoniciis † (8 agosto 1544 - ?)
- Girolamo Ferragatta, O.S.A. † (13 settembre 1560 - 30 aprile 1568 nominato vescovo di Aosta)

### Arcivescovi titolari di Brisi
- Maurice-Charles-Alfred de Cormont † (22 dicembre 1930 - 25 aprile 1933 deceduto)
- Henri Streicher, M.Afr. † (2 giugno 1933 - 7 giugno 1952 deceduto)
- Joseph Bartholomew Evangelisti, O.F.M.Cap. † (10 luglio 1952 - 29 febbraio 1956 nominato arcivescovo, titolo personale, di Meerut)
- Pedro Maria Rodríguez Andrade † (17 marzo 1957 - 5 novembre 1967 deceduto)